# West Dean (Gloucestershire)
West Dean é uma paróquia do distrito de Forest of Dean, no condado de Gloucestershire, na Inglaterra. De acordo com o Censo de 2011, tinha 10242 habitantes. Tem uma área de 45,09 km².